# Suet Nei
Hung Suet-nei (en chino tradicional: 熊雪妮; Hubei, 1947 – Hong Kong, 3 de julio de 2025), conocida artísticamente como Suet Nei o Suet Nay (雪妮), fue una reconocida actriz hongkonesa del cine y la televisión, cuyo nombre de nacimiento era Li Chao-chun (李超純). Considerada una de las principales estrellas femeninas del cine de artes marciales en la década de 1960, Suet Nei destacó tanto por su carisma en pantalla como por su habilidad en la ejecución de coreografías de lucha, lo que la convirtió en una figura habitual en las producciones de la ópera cantonesa cinematográfica.
Debutó a los quince años y participó en más de 70 películas a lo largo de su carrera, muchas de ellas junto a estrellas como Chan Hung-lit y Kwan Tak-hing. En 1997 firmó contrato con la cadena TVB, incorporándose a la televisión hongkonesa en una nueva etapa de su carrera, en la que interpretó papeles de carácter secundario y matriarcal en dramas históricos y familiares.
Conocida también por su nombre artístico alternativo Hung Suet-nei en los créditos internacionales, y por variaciones romanizadas como Hsung Shuet-Ni, mantuvo una presencia activa en la industria del entretenimiento hongkonés hasta su retiro en 2020. 

## Biografía
Suet Nei nació en Hubei, China, en 1947.

### Matrimonio
Se casó con el actor y director de acción Tong Kai en 1969, una figura prominente del cine de artes marciales de Hong Kong. La pareja tuvo una relación estable durante más de cinco décadas y no tuvieron hijos. Tras contraer matrimonio, emigraron a Canadá durante los años 80, buscando un entorno más tranquilo lejos de la intensa vida pública de Hong Kong. En la década de 1990, ambos regresaron a Hong Kong, donde retomaron de forma esporádica actividades en el ámbito artístico y asistieron a diversos eventos conmemorativos del cine clásico cantonés.

### Fallecimiento
Tong Kai falleció el 23 de junio de 2025 a los 88 años, tras caer desde un edificio en circunstancias que los medios locales calificaron como suicidio, aunque su familia no emitió declaraciones oficiales al respecto.
Diez días después, el 3 de julio de 2025, Suet Nei falleció a los 77 años debido a un cáncer de páncreas que le había sido diagnosticado varios meses antes. Según declaraciones de allegados, su estado de salud se había deteriorado rápidamente tras la muerte de su esposo, y algunas fuentes sugieren que manifestó el deseo de "seguirlo" poco antes de morir.
Su fallecimiento fue ampliamente lamentado por la comunidad artística de Hong Kong, y medios como el South China Morning Post destacaron su contribución pionera al cine de espadachines de los años 60, así como su elegancia en pantalla y su vida personal discreta.

## Filmografía

### Televisión
| Año  | Nombre de la obra                  | Papel                                  |
| 1998 | Old Time Buddy: To Catch a Thief   | Ching Seung Seung (程雙雙)             |
| 1998 | Secret of the Heart                | Koo Yuk Mei (顧玉媚)                   |
| 1999 | Happy Ever After                   | Emperatriz Xiaoshengxian (孝圣宪皇后)  |
| 1999 | At the Threshold of an Era         | Yip Li Bi Zun (葉李碧珍)               |
| 1999 | Detective Investigation Files IV   | Tang Fang (鄧芳)                       |
| 2000 | At the Threshold of an Era II      | Yip Li Bi Zun (葉李碧珍)               |
| 2001 | A Taste of Love                    | Ha Song Guk (夏桑菊)                   |
| 2001 | Country Spirit                     | Lau Yuk Fung (劉玉鳳)                  |
| 2002 | Invisible Journey                  | Yuk Bo Jan (王寶珍)                    |
| 2002 | The Trust of a Life Time           | Lam Fung Ping(林鳳萍)                  |
| 2003 | In The Realm Of Fancy              | Ching Dai Leung (程大娘)               |
| 2003 | The 'W' Files                      | Tía Ho (何媽)                          |
| 2004 | Lady Fan                           | Lei San Sing Mo (梨山聖母)             |
| 2004 | To Catch The Uncatchable           | Betty (劉並蒂)                         |
| 2004 | The Last Breakthrough              | Cheung Sau Yu (張秀瑜)                 |
| 2005 | Fantasy Hotel                      | Wong Siu Diep (王小蝶)                 |
| 2005 | Wars of In-laws                    | (Ling Lo Wai Qing)( 甯羅慧卿)          |
| 2005 | Women on the Run                   | Kam Lo-Tai 金老太                      |
| 2006 | Greed Mask                         | Ching Yuen Mei (程婉媚)                |
| 2006 | Lethal Weapons of Love and Passion | Master Yeen (言靜庵)                   |
| 2006 | Safe Guards                        | Tseng Sau Ping 鄭秀萍                  |
| 2006 | CIB Files                          | Ngo (娥)                               |
| 2007 | Men Don't Cry                      | Chin Ngoi Fa (錢愛花)                  |
| 2007 | Face to Fate                       | Man Li Fong (閔李芳)                   |
| 2008 | Phoenix Rising                     | Tsui Wah (徐娃)                        |
| 2008 | Au Revoir Shanghai                 | Kam Yim Hong (金艷紅)                  |
| 2008 | Best Selling Secrets               | Man Tsz Qing (文子卿)                  |
| 2008 | D.I.E.                             | Cheung Muk Lan (張沐蘭)                |
| 2008 | The Silver Chamber of Sorrows      | Ko Tai Kwan (高太君)                   |
| 2008 | The Money-Maker Recipe             | Cheung Bao Lai Hing (蔣鮑麗卿)         |
| 2008 | The Four                           | Mama Yeung (羊大媽)                    |
| 2009 | The King of Snooker                | Ning Mung Tim (寧夢甜)                 |
| 2009 | Rosy Business                      | Gwai Yuk Yu (季玉如)                   |
| 2009 | You're Hired                       | Ha Ching Ching (夏青青)                |
| 2009 | The Threshold of a Persona         | Wong Gwai Ho (黃桂好)                  |
| 2009 | D.I.E. Again                       | Cheung Muk Lan(張沐蘭)                 |
| 2009 | ICAC Investigators 2009            | Grandmother Chung 鍾婆婆               |
| 2010 | My Better Half                     | Nam Bat Hang 藍畢珩                    |
| 2010 | Some Day                           | Shek Ko Yim Yung (石高豔容)            |
| 2010 | Beauty Knows No Pain               | Wong Wai Qing(王蕙卿)                  |
| 2010 | A Pillow Case of Mystery II        | Wong Sheung (黃嫦)                     |
| 2010 | Twilight Investigation             | Cheung Lai Fong(張麗芳)                |
| 2011 | A Great Way to Care                | Cheung Yim Fong(章艷芳)                |
| 2011 | Only You                           | Cheung Suet Ha(張雪霞)                 |
| 2011 | Relic of an Emissary               | Grandmother Kam (金婆婆)               |
| 2011 | River of Wine                      | Sung Tsz Kam (宋芷琴)                  |
| 2011 | Til Love Do Us Lie                 | (羅少紅)                               |
| 2012 | Queens of Diamonds and Hearts      | Chu Shi (朱氏) (Abuela de Ngan Ying's) |
| 2012 | No Good Either Way                 |                                        |
| 2012 | The Last Steep Ascent              | Tsui Siu-mui (徐小妹)                  |
| 2013 | Sniper Standoff                    | Law Oi-yau (羅愛友)                    |
| 2014 | Return of the Silver Tongue        | Pau Heung                              |
| 2014 | Gilded Chopsticks                  | Mujer de palacio                       |
| 2015 | Raising the Bar                    | (雪妮)                                 |
| 2015 | Eye in the Sky                     | Abuela Mui (梅婆)                      |
| 2015 | Smooth Talker                      | Chung Yan-giu (鍾欣嬌)                 |
| 2015 | Every Step You Take                | Leung Giu (梁嬌)                       |
| 2016 | Short End of the Stick             | Kam Suk(金淑)                          |
| 2016 | House of Spirits                   | Kam Siu Mo-ching (甘瀟慕晶)            |
| 2017 | Tofu War                           | Hung Lai Koon (洪麗娟)                 |